# Блантер, Михаил Евсеевич
Михаи́л Евсе́евич Бла́нтер (5 мая 1913, Почеп — 1986, Москва) — советский учёный, специалист в области теории металловедения, заведующий кафедрой металловедения и термической обработки Всесоюзного заочного машиностроительного института (1956—1986).

## Биография
Родился 5 мая 1913 года в городе Почеп, откуда родом и его двоюродный брат, известный советский композитор М.И. Блантер. В 1936 году окончил Московский институт стали и сплавов. В 1939 году защитил кандидатскую, а в 1950 году – докторскую диссертацию по теме "Диффузионные процессы в аустените и прокаливаемость легированной стали". С 1942 по 1956 год работал в Московском авиационном институте на кафедре авиационного материаловедения. В 1956 году возглавил кафедру металловедения и термической обработки Всесоюзного заочного машиностроительного института, которой бессменно руководил до конца жизни. В 1965–1969 годах работал в Камбодже в высшем техническом институте кхмеро-советской дружбы, где руководил кафедрой металловедения, а затем стал директором института.
Урна с прахом захоронена в колумбарии Ваганьковского кладбища.

## Научная деятельность
Уже самая первая научная работа М.Е. Блантера, выполненная в 1935-1939 годах, оказалась весьма значительной. Проведённое им систематическое изучение кинетики образования аустенита в стали привело к созданию широко используемой на практике С-образной диаграммы изотермического превращения аустенита. Работы следующих десяти лет были посвящены влиянию легирующих элементов на диффузию углерода в аустените. Результатом этих исследований стала номограмма, позволяющая определять критические диаметры прокаливаемости в зависимости от условий охлаждения и от формы/размера заготовок. В 1950-е годы деятельность М.Е. Блантера была посвящена разработке жаропрочных сплавов для лопаток газовых турбин, исследованию мартенситного превращения и термической стабилизации аустенита в сталях и ряду других актуальных научно-технических задач.
М.Е. Блантер 30 лет руководил кафедрой металловедения в ВЗМИ и за это время подготовил более 30 кандидатов технических наук. С 1955 года и до конца своей жизни он был членом редколлегии научного журнала "Металловедение и термическая обработка металлов" (МиТОМ), войдя в неё с самого первого выпуска журнала. М.Е. Блантер – автор нескольких учебников для студентов и книг, пользующихся популярностью металловедов. 

## Известные книги
- Я. С. Уманский, Б. Н. Финкельштейн, М. Е. Блантер и др. Физические основы металловедения (Атомное строение сплавов): учебное пособие для металлургических специальностей высших учебных заведений [2]. — Москва: Металлургиздат, 1949. — 592 с.

- М. Е. Блантер. Методика исследования металлов и обработки опытных данных[3][4]. — Москва: Металлургиздат, 1952. — 444 с.

- Я. С. Уманский, Б. Н. Финкельштейн, М. Е. Блантер, С. Т. Кишкин, И. С. Фастов, С. С. Горелик. Физическое металловедение (Атомное строение сплавов): учебное пособие для металлургических специальностей высших учебных заведений [5][6]. — Москва: Металлургиздат, 1955. — 724 с.

- М. Е. Блантер. Фазовые превращения при термической обработке стали[7]. — Москва: Металлургиздат, 1962. — 268 с.

- М. Е. Блантер. Металловедение и термическая обработка: учебник для машиностроительных ВУЗов и факультетов[8]. — Москва: Машгиз, 1963. — 416 с.

- М. Е. Блантер. Теория термической обработки: учебник для ВУЗов по специальности "Металловедение, оборудование и технология термической обработки металлов[9]. — Москва: Машгиз, 1984. — 328 с.

## Награды
- Орден «Знак Почёта»
- 4 ордена Камбоджи